# Trấn Khang
Trấn Khang (chữ Hán giản thể: 镇康县) là một huyện thuộc địa cấp thị Lâm Thương, tỉnh Vân Nam. Cộng hòa Nhân dân Trung Hoa. Trấn Khang có diện tích 2642 ki-lô-mét vuông. Dân số năm 1999 là 154.217 người (1999)..Chính quyền huyện đóng ở trấn Phượng Sơn. Mã số bưu chính là 677700. Chính quyền huyện đóng ở trấn Nam Tản. Về mặt hành chính, huyện được chia thành 3 trấn (Phượng Vĩ, Mãnh Phủng, Nam Tản), 4 hương (Mãnh Đôi, Mộc Hán và Quân Trại).